# Henri de Tourville
Pour les articles homonymes, voir Tourville.
L'abbé Henri de Tourville (1842-1903) est un prêtre français qui s’est distingué dans le domaine de la sociologie, dont il est l'un des précurseurs, de la philosophie et de l’éducation. D’abord influencé par Frédéric Le Play, il rompt avec lui et crée une école dite de la Science sociale. Son disciple et ami Edmond Demolins fonde l’École des Roches.

## Biographie

### Enfance et formation
Henri Le Tendre de Tourville, né à Paris le 19 mars 1842, est le fils d’Ernest Le Tendre de Tourville (1805-1881), polytechnicien (promotion 1822), secrétaire au ministère de l’Instruction publique du gouvernement Martignac puis avocat au Conseil d’État et à la Cour de cassation, et de Lucile de Roucy, originaire de Noyon.
Il fait ses études à la faculté de droit de Paris de 1861 à 1863, et suit les cours de l’École des chartes en auditeur libre jusqu’en 1864, tout en participant à plusieurs cercles philosophiques catholiques. En 1865, grâce à son confesseur, Louis-Gaston de Ségur, il se découvre une vocation religieuse et il entre alors au séminaire d'Issy-les-Moulineaux. Bien que sa santé lui ait imposé de fréquentes interruptions d'études, il est ordonné prêtre le 7 juin 1873.

### Carrière ecclésiastique
Il est nommé vicaire à l’Église Saint-Augustin de Paris en 1873. Il réside alors à l’École Fénelon et s’essaie à créer une œuvre éducative pour les jeunes gens tout en consacrant du temps aux plus humbles. Au bout de huit ans, la maladie l’oblige à quitter son ministère et il se retire dans le domaine familial, le château de Tourville dans le Calvados, où il finit sa vie.

### Penseur de la science sociale
En 1873, il fait connaissance avec Frédéric Le Play et est séduit par ses idées. Il adhère en 1875 aux Unions de la paix sociale (UPS), créés par Le Play. Il tient des conférences sur la science sociale pour lesquels il sollicite notamment Edmond Demolins. En 1877, il crée un « cours technique d’enquête monographique », puis institue un enseignement régulier et complet de science sociale qu’il dénomme « l’École des voyages ». Il participe à la Société d’économie sociale (SES) créée par Le Play, et à sa revue La Réforme sociale, et entre à son conseil d’administration.
En 1885, son projet de constituer un dispositif d’enseignement autonome ayant dressé contre lui la majorité des adhérents et correspondants des UPS et des administrateurs de la SES, Henri de Tourville prend ses distances avec Le Play. Il crée en 1886 une société savante concurrente, et une revue, "La Science sociale", dont Edmond Demolins prend la direction.
Poursuivant ses recherches, il met au point un instrument méthodologique, pierre angulaire de la science sociale tourvillienne : la « nomenclature des faits sociaux ». Le manifeste de cette nouvelle école, désormais rivale de la Société d’économie sociale dont elle est issue, paraît dès 1886 dans "La Science sociale",.

### Fin de vie
Toujours handicapé par sa santé, Henri de Tourville est également accueilli pour de longs séjours au manoir de Calmont, construit à son instigation par ses amis les Dufresne près de Dieppe. Durant ces retraites, il continue à animer son réseau de science sociale, recevoir ses amis et disciples et entretenir une abondante correspondance. Jusqu’à son décès, il s’intéresse aux chercheurs en science sociale, les conseille, et les finance, soutenant en particulier la parution de la revue et l’enseignement. Il meurt au château de Tourville le 5 mars 1903.

## Postérité

### Science sociale
Herri de Tourville a ouvert la porte d’une nouvelle série de recherches en créant, en 1886, sa « nomenclature des faits sociaux », un outil permettant l’analyse et la classification des éléments observés dans un groupe social donné. Elle comporte 25 catégories majeures et plus d’une centaine de sous-catégories. Les familles peuvent ainsi être classifiées selon leur localisation, leur patrimoine, leur revenu, leur éducation et leur religion et elles se trouvent ainsi replacées dans le contexte plus large de leur « espace géographique » (quartier, paroisse, ville, province, État et de relations avec d’autres sociétés étrangères). Henri de Tourville insiste sur les contraintes de l'« espace géographique » dues à des conditions physiques spécifiques que subissent les individus ou les groupes sociaux.
Henri de Tourville évitait ainsi de se limiter aux seules caractéristiques économiques comme le faisait Le Play. Plus large, la nomenclature permet de comparer certains éléments (ou variables) des sous-secteurs d’une société ou même des comparaisons internationales. Ces comparaisons génèrent des hypothèses qui peuvent être testées et déterminer deux types de relations : les relations de causalité ou les relations de coexistence.
L’école de pensée d’Henri de Tourville a été structurée autour de la Société internationale de science sociale (SISS) fondée en 1904, après sa mort, et dirigée par Paul de Rousiers. En 1945, cette société a fusionné avec la Société internationale des études pratiques d’économie sociale (SIEPES) créée à l’initiative de Frédéric Le Play en 1856, pour former la Société d’économie sociale et de science sociales (SESS).

### Philosophie
La philosophie de Tourville est bâtie sur un fondement sociologique et scientifique auquel sont associés des éléments spirituels et métaphysiques. Elle rejoint en cela l’approche de Alphonse Gratry ou de Maine de Biran pour qui la connaissance objective de l’esprit et de la place de l’homme dans le monde n’est pas contradictoire avec la pensée du surnaturel propre à la religion. Au travers de nombreux articles parus dans la revue La Science sociale et qui seront ensuite publiés sous forme de livre, Henri de Tourville décrit l’histoire partiellement mythique ce qu’il considère comme l’un « des plus grands changements subis par l’humanité » : schématiquement, les migrants goths qui sont venus peupler le versant occidental de la Scandinavie ont échappé à toute influence gréco-romaine et subissent une acculturation orientale autour du culte du dieu Odin / Mercure, grand caravanier. Cette influence orientale serait à l’origine de la supériorité des peuples germaniques dans les arts industriels et de certaines caractéristiques intellectuelles liées à une culture de l’émigration, menée par des chefs d’expédition. Cette théorie provoquera en 1906 l’enquête de terrain de Paul Bureau, "Le paysan des fjords de Norvège", qui montre comment les terres cultivables étroites et disséminées des fjords ont brisé les familles dites communautaires en obligeant les émigrants à s’établir en « simples ménages » qui étaient contraints de transmettre leur bien à un seul enfant. Ce serait l’origine de la race anglo-saxonne et de sa famille souche.
S’il y a donc eu dans le passé, et de manière locale, une formation particulariste spontanée, Tourville estime qu’une telle ambiance ne peut aujourd’hui être réalisée qu’au niveau familial et que ce n’est que dans l’avenir qu’on peut espérer la voir partagée par la société. Mais les principes particularistes peuvent aussi, selon lui, être aujourd’hui inculqués avec volontarisme dans un projet éducatif, à condition de revoir les buts éducatifs de la famille et de l’école.
Henri de Tourville distingue deux types de transmission : l’une consiste dans l’héritage et l’autre s’effectue par l’éducation des enfants. Contrairement à Frédéric Le Play, il ne considère pas que la meilleure des transmissions soit économique ; il la voit plutôt dans le domaine moral : selon lui, le but de la famille doit être d’avoir « une succession de fondateurs » plutôt qu’une succession d’héritiers. Il interroge la morale chrétienne : cette exaltation de l’esprit d’initiative n’est-elle pas contraire à la valeur chrétienne d’amour ? Il conclut par la négative, car la valeur anglo-saxonne du self-help lui semble tout à fait compatible avec l’esprit chrétien : le véritable altruisme comporte la capacité de s’aider soi-même : « il n’y a pour tirer les autres d’affaire que ceux qui sont capables de s’en tirer eux-mêmes ».

### L’éducation particulariste
La réflexion d'Henri de Tourville sur l’éducation, où il développe la notion d’« éducation particulariste », lui est très spécifique, même s’il n’avait pas prévu d’en tirer une expérience concrète d’éducation. Edmond Demolins, auteur de l'ouvrage À quoi tient la supériorité des Anglo-Saxons, tente de mettre en pratique ces idées à l'École des Roches. L’éducation particulariste se situe dans la problématique générale de la crise de l’autorité et recèle une critique de l’autoritarisme inhérent à la tradition catholique. Henri de Tourville, puis Edmond Demolins, analysent le recul de la morale et de l’autorité sous leurs formes anciennes comme inexorable. Leur refondation ne peut passer que par l’individu. L’éducation doit conduire chaque individu à l’autonomie. L’empire sur soi est préféré à l’empire sur autrui. La forme de concurrence qui s’est imposée comme une valeur du capitalisme mondialisé, la lutte contre autrui, contre le semblable, est par excellence ce que l’éducation particulariste vise à contredire. La formation particulariste doit permettre d’éviter la reproduction sociale,.

## Œuvres
Henri de Tourville a peu publié de son vivant. Ses œuvres ont été éditées et publiées de manière posthume.
- Histoire de la formation particulariste: l'origine des grands peuples actuels, éditeur Firmin-Didot, 1905, 547 pages.
- Henri de Tourville d'après ses lettres. Introduction et notes, par le R. P. Marie-André Dieux, Éditeurs : Imprimerie Floch (Mayenne) et librairie Bloud et Gay (Paris), 1928, 271 p.
- Précis de philosophie fondamentale, après la méthode d'observation, édité par Pierre Mesnard, librairie Bloud et Gay, Paris, 1928, Modèle:Nb p.174
- Piété confiante, lettres de l'abbé de Tourville, Librairie Victor Lecoffre, Paris, 1906
- Ordre et Liberté. Notes et lettres à Edmond Demolins et à divers collaborateurs de la science sociale, librairie Bloud et Gay, Paris, 1926